# Connor Price
Connor Price, né le 11 novembre 1994 à Toronto (Canada), est un acteur, rappeur et influenceur canadien. Connor commence sa carrière en tant qu'enfant star et se lance dans la musique, il est mieux connu pour sa série "Spin the Globe" virale incluant des artistes de divers pays à travers le monde.

## Carrière

### Acteur
La carrière de Price commença lorsqu'il eu six ans. Son premier rôle notable fût celui de Jay Braddock, le fils aîné de Russell Crowe et Renée Zellweger dans De l'ombre à la lumière. Il est surtout connu pour avoir interprété Kenny, le chef de clan des vampires de Boston pendant deux saisons de Being Human, diffusée sur Syfy ainsi que le rôle de Harry James dans trois saisons de X Company, diffusée sur CBC,,.
En 2024, il fit une apparition dans la sixième saison de The Rookie : Le Flic de Los Angeles, diffusée sur ABC, interprétant un DJ.

### Musique
Price débuta à s'étendre au hip-hop et au rap à la fin des années 2010, révélant sa première chanson "S" le 4 janvier 2017. Son EP Spin the Globe, dans lequel il ferait tourner un globe et collaborerait avec un artiste issu d'un pays quel qu'il soit, là où son doigt retomberait, devint viral en 2022. Après avoir collaboré avec 7 artistes venant de pays tels que la Zambie, l'Afrique du Sud et l'Inde, il dévoila "Spin the Globe" le 27 janvier 2023. Au mois de février 2024, Spin the Globe fût écouté plus de 400 millions de fois sur Spotify. Une suite "Spin the Globe 2" fût publiée le 23 février 2024, employant le même concept.
En 2023, sa musique reçut plus d'un milliard d'écoutes par le biais de multiples plateformes de streaming, comprenant plus de 650 millions sur Spotify.
En juillet 2024, Price fit équipe avec l'artiste de country pop Walker Hayes sur la chanson, "Smoke".
Price a enregistré des chansons avec plusieurs artistes, tels que Bbno$, Hoodie Allen, Idris Elba, Forrest Frank, puis Walker Hayes.

## Vie privée
Connor Price réside à Las Vegas avec sa femme Breanna, avec laquelle il s'est marié en fin 2016. Elle donna naissance à leur premier enfant le 21 avril 2022. Le 19 août 2024, Breanna annonce être enceinte de leur deuxième enfant, qui naîtra en décembre.

## Filmographie
| Année | Film                                   | Rôle                    | Remarques     |
| ----- | -------------------------------------- | ----------------------- | ------------- |
| 2002  | Sins of the Father                     | Bobby Cherry Jr. enfant | Téléfilm      |
| 2002  | Crossed Over                           | Peter Lowry enfant      | Téléfilm      |
| 2002  | Men with Brooms                        | Brandon Foley           |               |
| 2002  | A Promise                              | Stephen                 | Court-métrage |
| 2002  | Fancy Dancing                          | Michael Pelham          |               |
| 2003  | The Republic of Love                   | Gary Woloschuck         |               |
| 2004  | Evel Knievel                           | Kelly Knievel enfant    | Téléfilm      |
| 2005  | A History of Violence                  | Enfant (non crédité)    |               |
| 2005  | The Fool                               | Billy enfant            | Court-métrage |
| 2005  | De l'ombre à la lumière                | Jay Braddock            |               |
| 2006  | Find                                   | Richard enfant          |               |
| 2007  | Charlie, les filles lui disent merci   | Charlie Logan enfant    |               |
| 2007  | The Rocket Man                         | Ben                     | Court-métrage |
| 2007  | The Stone Angel                        | Matt Currie             |               |
| 2008  | Roxy Hunter and the Horrific Halloween | Stefan                  | Téléfilm      |
| 2009  | Back                                   | Michael Miles           | Téléfilm      |
| 2009  | Ollie & the Baked Halibut              | Ollie la Loutre         | Court-métrage |
| 2009  | Booky's Crush                          | Georgie                 | Téléfilm      |
| 2010  | Almost Kings                           | Joel                    |               |
| 2010  | Summer Camp                            | Eddy Logan              | Téléfilm      |
| 2010  | Cancel Christmas                       | Steve Rojack            |               |
| 2012  | Amiennemies                            | Walker                  | Téléfilm      |
| 2013  | Carrie : La Vengeance                  | Freddy "Beak" Holt      |               |
| 2014  | The Good Witch's Wonder                | Jim                     | Téléfilm      |
| 2018  | Honey Bee                              | Matt                    |               |
| 2019  | Hammer                                 | Jeremy Davis            |               |

### Télévision
| Année       | Série télévisée                      | Rôle                               | Episode / Remarques                                                         |
| ----------- | ------------------------------------ | ---------------------------------- | --------------------------------------------------------------------------- |
| 2000        | Unité 156                            | Brandon                            | "Cinderella Syndrome" (saison 1, épisode 6)                                 |
| 2003        | 72 Hours: True Crime                 | Ben Richmond                       | "Lone Wolf" (saison 1, épisode 19)                                          |
| 2003        | Doc                                  | Brendan                            | Les Anges en attente (saison 3, épisode 13)                                 |
| 2003        | Les Sauvetout                        | Bébé Jimmy                         | Voix                                                                        |
| 2005        | Kevin Hill                           | Bryce                              | L'union fait la force (saison 1, épisode 18)                                |
| 2006        | Alice, I Think                       | Mac MacLeod                        | 13 épisodes                                                                 |
| 2007        | Petits crimes entre époux            | Stuart                             | Meurtre dans une capsule temporelle ("Time Capsule Murder")                 |
| 2007        | Dead Zone                            | J.J. Bannerman                     | 9 épisodes                                                                  |
| 2007        | The Rick Mercer Report               | Garçon dans "Canada Savings Bonds" | Saison 5, épisode 5                                                         |
| 2007        | Not This But This                    | Johnny                             |                                                                             |
| 2007        | Will et Mathis                       | Will                               | 5 épisodes (2007–2008)                                                      |
| 2008        | Flashpoint                           | Noah                               | A l'écart du monde (saison 5, épisode 10)                                   |
| 2008        | The Middleman                        | Duncan                             | "The Accidental Occidental Conception" (saison 1, épisode 2)                |
| 2008        | Bakugan Battle Brawlers              | Christopher                        | 3 épisodes (2008)                                                           |
| 2009        | Guns                                 | Liam Merriweather                  | Mini-série télévisée (2 épisodes)                                           |
| 2010 - 2012 | L'Heure de la peur                   | Brandon                            | Vraiment toi (Partie 1) Vraiment toi (Partie 2)                             |
| 2010 - 2012 | L'Heure de la peur                   | Ned                                | Le Plus diabolique sorcier (Partie 1) Le Plus diabolique sorcier (Partie 2) |
| 2011        | Les Enquêtes de Murdoch              | Ezra Fielding                      | Imbroglio à Buffalo (saison 4, épisode 3)                                   |
| 2011        | Dan for Mayor                        | Brian McCoogin                     | "Mayor for a Day"                                                           |
| 2011        | Haven                                | Henry Stillman                     | Faux Semblants (saison 2, épisode 8)                                        |
| 2011 - 2012 | Quoi de neuf Phacochères !           | Teddy Chadwick                     |                                                                             |
| 2012        | Alphas                               | Jason Miller                       | Hantises (non crédité) Dieux et Démons (saison 2, épisode 7)                |
| 2013        | Saving Hope : Au-delà de la médecine | Jake                               | Pourquoi perdre du temps ? (saison 2, épisode 3)                            |
| 2013 - 2014 | Being Human                          | Kenny Fisher                       | 16 épisodes                                                                 |
| 2015        | Supernatural                         | Cyrus Styne                        | La Vengeance à tout prix (saison 10, épisode 22)                            |
| 2015 - 2017 | X Company                            | Harry James                        | Acteur principal                                                            |
| 2022        | FBI: International                   | Ethan Castellaw                    | 2 épisodes                                                                  |
| 2022        | Chicago Med                          | Owen West                          | La Dernière ligne droite (saison 7, épisode 22)                             |
| 2023        | Les Experts : Vegas                  | Vincent                            | Globes oculaires (saison 2, épisode 10)                                     |
| 2024        | The Rookie : Le Flic de Los Angeles  | Be-Bop                             | The Hammer (saison 6, épisode 2)                                            |
| 2024        | Tracker                              | Jasper Trace                       | Preternatural (saison 2, épisode 5)                                         |

## Discographie

### EP
- 4 of Clubs (2018)[13]
- Trillium (2022)[14]
- Spin The Globe (2023)[15]
- Till Next Time, en duo avec Nic D (2023)[16]
- Spin The Globe 2 (2024)[17]
- Buddy System (2024)[18]